# Samyda cubensis
Samyda cubensis är en videväxtart som beskrevs av Percy Wilson. Samyda cubensis ingår i släktet Samyda och familjen videväxter. Inga underarter finns listade i Catalogue of Life.